# Protorhopala elegans
Protorhopala elegans là một loài bọ cánh cứng trong họ Cerambycidae.